# Spiro Agnew
Spiro Theodore Agnew (Σπύρος Θεόδωρος Άγκνιου, Spiros Theódoros Agkniou) (pronunțat [ˈspɪroʊ ˈæɡnuː]) (n. 9 noiembrie 1918 în Baltimore, Maryland; d. 17 septembrie 1996 în Berlin, Maryland) a fost un avocat și politician american și cel de-al 39-lea vicepreședinte al Statelor Unite ale Americii în timpul ambelor mandate prezidențiale ale lui Richard Nixon (1969 - 1973). A fost de asemenea cel de-al 55-lea guvernator al statului Maryland (între 1967 și 1969). Agnew a fost primul american de origine etnică greacă ajuns în aceste înalte poziții oficiale americane.
În de-al cincilea an al mandatului de vicepreședinte al SUA, la sfârșitul verii anului 1973, Agnew a fost anchetat de procurorului general al orașului Baltimore, statul Maryland sub învinuirea de extorcare, evaziune fiscală, corupție și conspirație. În octombrie, același an, a fost acuzat oficial de primire de foloase necuvenite, totalizând peste $100,000, în exercițiul funcțiilor oficiale avute: șef executiv al comitatului Baltimore; guvernator al statului Maryland; vicepreședinte al SUA.
La 10 octombrie 1973, prin ajungerea la un compromis, i s-a permis lui Spiro Agnew să pledeze nolo contendere (soluție alternativă la concluziile recunoașterea vinovăției sau nerecunoașterea vinovăției) într-un singur cap de acuzare, și anume evaziunea fiscală valorând  29.500 de dolari, sumă încasată în 1967 și nedeclarată autorităților fiscale. Această soluționare a fost condiționată de demisia imediată ca vicepreședinte al SUA aflat în exercitarea celui de-al doilea mandat.
Agnew a fost unicul vicepreședinte din istoria Statelor Unite demisionat din cauza unei inculpări penale. La zece ani după demisia sa, în ianuarie 1983, Agnew a plătit statului Maryland aproape 270.000 de dolari, în baza unei sentințe definitive pronunțat într-un litigiu civil, întrucât statul Maryland îl acționase în judecată pe Agnew pentru primire de foloase necuvenite.

## Date biografice

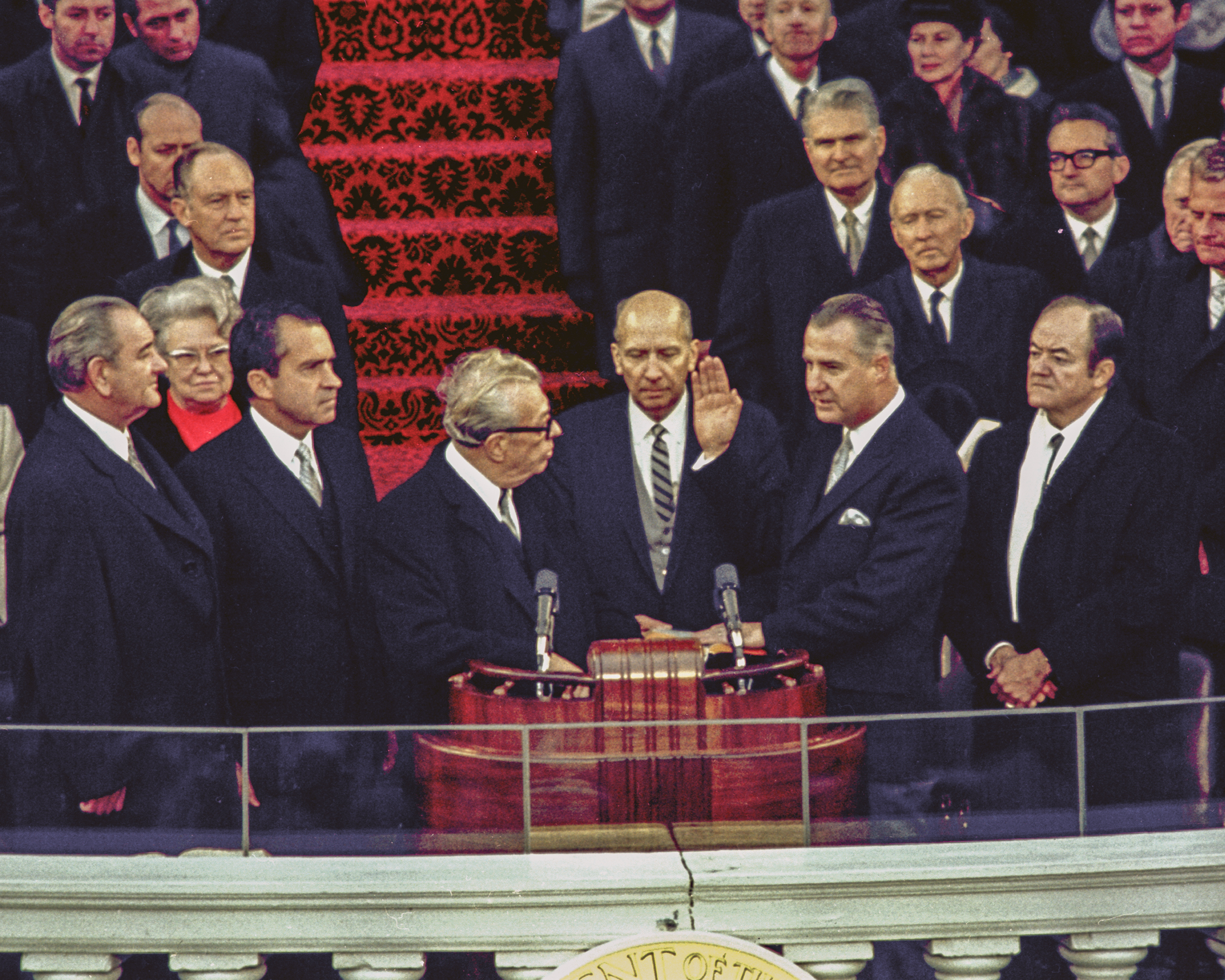
Agnew, în dreapta, depune jurământul de credință la inaugurarea din 20 ianuarie 1969.

Provenit dintr-o familie de imigranți greci, Agnew a studiat, după terminarea liceului, la Johns Hopkins University, inițial chimia, ulterior dreptul. În 1942 s-a căsătorit cu Elinor Judefind, cu care a avut patru copii. În anii 1944 - 1945 a fost militar american staționat în Franța și Germania. Până în 1946 era simpatizant al partidului democrat. Mai târziu a devenit membru al Partidului Republican. În 1947, făcea parte din conducerea unei companii americane din industria produselor alimentare.
În calitate de combatant în războiul din Coreea, Agnew a fost decorat de mai multe ori. La reîntoarcere în țară, a activat ca avocat și a intrat în viața politică. În 1966 a fost ales în funcția de guvernator al statului Maryland. El este considerat unul dintre promotorii ideii de egalitate dintre albi și negri dar  a intervenit cu măsuri dure în 1960 în timpul unor tulburări rasiale, din care cauză a fost criticat de grupările militante pentru drepturile omului. Atitudinea sa în timpul evenimentelor a atras atenția candidatului din 1960 la președinția SUA, Richard Nixon, care a devenit președinte la sfârșitul deceniului. La 20 ianuarie 1969, Agnew a fost numit vicepreședinte al SUA, iar în august 1972 republicanii l-au nominalizat din nou pentru același post.
Agnew și-a câștigat un renume ca politician printr-un discurs împotriva opoziției, considerat strălucitor. Agnew a devenit ținta criticilor când a căutat să justifice războiul din Vietnam.
În octombrie 1973, în timpul celui de-al doilea mandat ca vicepreședinte federal, Agnew a fost nevoit să demisioneze ca inculpat pentru corupție în perioade în care a avut diverse funcții de stat în Maryland. Conform secțiunii a 2-a al celui de-al 25-lea amendament al Statelor Unite, pentru locul vacant de vicepreședinte, președinte Nixon l-a propus pe Gerald Ford. Candidatura acestuia a fost aprobată, conform legii, de ambele camere ale Congresului Statelor Unite.